# Куян (село)
Куян (рос. Куян) — село у Терському районі Кабардино-Балкарії Російської Федерації.
Орган місцевого самоврядування — сільське поселення Красноармейське. Населення становить 561 особа.

## Історія
Згідно із законом від 27 лютого 2005 року органом місцевого самоврядування є сільське поселення Красноармейське.

## Населення
| 2002 | 2010 |
| ---- | ---- |
| 593  | ↘561 |